# (36717) 2000 RY40
2000 RY40 (asteroide 36717) é um asteroide da cintura principal. Possui uma excentricidade de 0.20426220 e uma inclinação de 8.86212º.
Este asteroide foi descoberto no dia 3 de setembro de 2000 por LINEAR em Socorro.